# Tony Anatrella
Tony Anatrella, né le 14 février 1941, est un prêtre catholique français, également psychothérapeute.
Figure de l'Église française dans les années 1980 et 1990, consulteur auprès de deux conseils pontificaux au Vatican et auteur de plusieurs livres sur la sexualité des adolescents, Anatrella est connu pour son opposition à l'homosexualité mais aussi pour les accusations d'abus sexuels et d’abus de conscience dont il fait l'objet de la part d’anciens patients.
Il est condamné par l'Église catholique en France en 2018 puis en 2022, et se voit limiter son ministère sacerdotal.

## Biographie
Tony Anatrella est prêtre du diocèse de Paris jusqu'en 2018. Il a réalisé un DEA de psychologie et obtenu un diplôme de l'École des hautes études en sciences sociales. Il a notamment été consultant au Conseil pontifical pour la famille, et chargé de mission sur les drogues et la toxicomanie auprès du Conseil pontifical pour la pastorale des services de la santé, à Rome, et, en 2010, membre expert de la Commission d'enquête sur les phénomènes d'apparitions présumées de Međugorje. Il bénéficie alors de l'usage du titre honorifique de « Monseigneur », qui est, comme le rappelle le bibliste Philippe Lefebvre, « un titre honorifique lié à ses diverses fonctions au Vatican ». Se présentant comme psychanalyste, il a été membre du conseil scientifique de la revue d'éthique et de théologie morale Le Supplément.

## Abus sexuels et condamnation canonique

### Accusations
En 2006, Tony Anatrella fait l'objet de trois plaintes déposées par d'anciens patients, pour des faits d'attouchements sexuels dans le cadre de « thérapies » visant à les guérir de leur homosexualité,. Ces plaintes sont relayées en septembre de la même année par un dossier du magazine Golias qui révèle « les étranges méthodes du docteur Anatrella ». Tony Anatrella affirme alors être victime d'une dénonciation calomnieuse.
Une enquête judiciaire est menée, et la justice civile classe l'affaire sans suite en 2007 faute d'avoir trouvé pour l'une des plaintes des « éléments constitutifs d’une infraction », et en raison de la prescription des faits visés par les deux autres. La justice française n'interviendra plus dans ce dossier. Tony Anatrella porte plainte en 2007 pour dénonciation calomnieuse et diffamation, mais la justice prononce un non-lieu[réf. nécessaire].
De nouvelles accusations sont portées contre lui en 2016. Le 15 mai, la chaîne de télévision TF1 présente des témoignages d'hommes qui disent avoir été entraînés dans des actes à caractère sexuel lors de séances de thérapie. La presse fait un large écho à ces déclarations et les met en relation avec les prises de position officielles du prélat : celui-ci aurait inspiré le décret pontifical de 2005, interdisant l'accès des homosexuels au sacerdoce.
Les victimes présumées saisissent la justice de l’Église en 2016. Le diocèse de Paris, sous l'égide d'André Vingt-Trois, envisage un procès canonique, mais n'obtient pas la levée de la prescription des faits (les victimes étant majeures au moment des faits). Il lance une enquête canonique (instruction). Un ecclésiastique proche de trois plaignants indique que, à son avis, le cardinal André Vingt-Trois protège Anatrella qui serait un de ses proches.
En octobre 2017, le diocèse relance une enquête préliminaire dont les conclusions sont remises en mai 2018 à l’archevêque de Paris, Michel Aupetit.
Une nouvelle accusation est rendue publique en mai 2019.
En juillet 2021, l’archevêque de Paris confirme la tenue d'un procès ecclésiastique sans en préciser la date ni la teneur. Le 17 janvier 2023, le diocèse de Paris annonce des sanctions prises le 13 décembre 2022 : « La cessation de toute activité liée à la psychothérapie, la cessation de toute publication d’ouvrage, la cessation de toute participation à des colloques, réunions publiques, conférences, etc., la cessation de toute présidence ou concélébration publique, la cessation des facultés de confesser, la pratique d’une vie de prière dans un quotidien plus reculé. »

### Condamnation canonique
Début juillet 2018, la réprimande canonique prise par l'archevêque de Paris est rendue publique : Anatrella reste prêtre, mais se voit interdire de ministère sacerdotal. Il ne peut plus entendre les confessions, il doit renoncer à l'accompagnement spirituel des personnes et il est interdit d'intervention publique sans l'accord de l'archevêque. « Sur la base de l’ensemble des informations recueillies », notamment au cours de l’enquête préliminaire dont les conclusions lui avaient été remises mi mai, Michel Aupetit signifie à Anatrella « qu’aucun ministère sacerdotal ne lui serait plus confié », indique le diocèse à La Croix. Il est stipulé qu'il n'aura plus de ministère et il lui est demandé de ne plus exercer. Le journal Témoignage chrétien détaille également la partie du jugement ecclésiastique qui interdit à Tony Anatrella « l'accompagnement spirituel » et les « interventions publiques ». Ces sanctions ont été annoncées aux plaignants le 3 juillet par Éric de Moulins-Beaufort, évêque auxiliaire qui avait, à la demande du cardinal Vingt-Trois, entendu les victimes présumées dans le cadre d’une commission d’audition mise en place en 2016.

#### Réaction d'une victime présumée
« Je suis satisfait, c’est une décision courageuse et, pour nous, c’est l’aboutissement de plusieurs années très compliquées […]. Il y a une forme de soulagement, même s’il y aurait beaucoup à dire sur la manière dont les victimes ont été accueillies et écoutées », a déclaré au journal La Croix l’un des plaignants.

## Prises de position

### Sida
À la suite des déclarations du pape Benoît XVI lors de son voyage en Afrique en 2009, il émet un avis nuancé concernant le recours au préservatif pour la prévention du SIDA tout en soulignant les limites d'une telle utilisation.

### Homosexualité
Selon Mediapart, il réserve ses analyses majeures, « de manière presque obsessionnelle », à l’homosexualité. Il publie une tribune dans Le Monde du 26 juin 1999, intitulée « À propos d'une folie » où il manifeste son opposition au PACS et à ce qui lui apparaît comme une nouvelle définition du couple.
Dans son essai Non à la société dépressive, il affirme que « le nazisme, le marxisme et le fascisme sont des idéologies de nature homosexuelle : leur discours, leurs insignes et leurs actions le prouvent au premier degré puisqu’elles privilégient tout ce qui est semblable. »
En 2005, il est l’un des inspirateurs de l’instruction du Vatican interdisant l’ordination des prêtres homosexuels. Le 25 novembre 2005, dans l’Osservatore Romano, le quotidien du Vatican, il souligne que l'homosexualité apparaît « comme un inachèvement et une immaturité foncière de la sexualité humaine […] Elle pourrait même être perçue comme une réalité déstabilisante pour les personnes et pour la société. » Selon lui, « les prêtres gays ont tendance à détourner leur fonction à des fins narcissiques », « ils sont dans la séduction » et « ont de sérieuses difficultés pour se situer institutionnellement dans la coopération avec les autres,. »
Ses positions sont notamment critiquées par Philippe Lefebvre, professeur à la faculté de théologie catholique de Fribourg,, qui a accompagné plusieurs des victimes de Tony Anatrella.

### Études de genre
Il se déclare depuis 2003 contre les études de genre (gender studies). Selon lui, ces études sont le signe de la « confusion sexuelle » qui influence nos sociétés actuelles et elles représentent « une véritable manipulation sémantique en appliquant la notion de couple et de parenté à l'homosexualité. » Il affirme que « la théorie du genre est largement diffusée par la Commission Populations de l'ONU et par le Parlement européen afin d'obliger les pays à modifier leur législation et reconnaître, par exemple, l'union homosexuelle ou l'homoparenté par l'adoption d'enfants. »
Il analyse les études de genre « à partir des concepts de l’encyclique de Benoît XVI, Caritas in Veritate »,.

« Ces experts catholiques du genre [Michel Schooyans, Margaret A. Peeters et Tony Anatrella] ne bénéficient d’aucune reconnaissance dans le monde académique et notamment celui des études de genre. Ils ne publient pas dans les revues académiques et sont bien souvent inconnus des universitaires. »

### Pédophilie
Selon un article publié en 2016 par le journal britannique, The Guardian, Anatrella serait l'auteur de directives du Vatican, faisant partie d'un programme de formation pour les nouveaux évêques, dans lesquelles il est précisé que les évêques n'ont pas nécessairement l'obligation de dénoncer à la justice les actes de pédophilie commis par des prêtres.
Tony Anatrella réagit dans un entretien à l'agence romaine I.media en assurant que l'on a détourné le sens de ses propos, qui n'apportent rien de nouveau aux procédures ecclésiastiques déjà mises en place, indiquant que, selon lui, « l'évêque et son représentant doivent inciter d'abord les victimes à porter plainte et seulement dans le cas où elles ne le font pas, l'évêque se doit de le faire ».

## Publications (sélection)
- Interminables adolescences, éditions Cujas, 1988 (ISBN 978-2204029308)
- Adolescences au fil des jours, Le Cerf, 1991 (ISBN 978-2204044448)
- Le Sexe oublié, Flammarion, 1993 (ISBN 978-2080812780)
- Entre adultes et adolescents, Le Cerf, 1995 (ISBN 978-2204051071)
- L'Amour et le préservatif, Flammarion, 1995 (ISBN 978-2080671929)
- Non à la société dépressive, Flammarion (ISBN 978-2080813213)
- La Différence interdite, Flammarion, 1998 (ISBN 978-2080674975)
- La Liberté détruite, Flammarion, 2001 (ISBN 978-2082125376)
- L'Église et l'amour, Flammarion, 2001 (ISBN 978-2080814586)
- Époux, heureux époux..., Flammarion, 2004 (ISBN 978-2082102919)
- Le Règne de Narcisse, Presses de la Renaissance, 2005 (ISBN 978-2750901752)
- La Tentation de Capoue, éditions Cujas, 2008 (ISBN 978-2254089079)
- Gender, la controverse, éditions Pierre Téqui, 2011 (ISBN 978-2740316917)
- Mariage en tous genre. Chronique d'une régression culturelle annoncée, L'échelle de Jacob, 2014 (ISBN 978-2359680430)

### Ouvrages collectifs
- Homme et femme, Il les créa, éditions François-Xavier de Guibert, 2008 (ISBN 978-2755402605)
- Avec Guillaume de Menthière et Augustin Roméro, Les Vocations sacerdotales, Le Laurier (ISBN 978-2864953111)
- Avec Olivier Bonnewijn et Michel Boyancé, Gender, qui es-tu ?, L'Emmanuel, 2012 (ISBN 978-2353891771)

### Au cinéma
Dans le film 120 Battements par minute, un livre d'Anatrella est critiqué par un militant d'Act Up.